# Heretic (gra komputerowa)
Heretic – gra komputerowa z gatunku first-person shooter stworzona przez firmę Raven Software i wydana przez id Software w 1994 roku.
Gracz wciela się w postać Corvusa – elfa, który musi bronić swego świata przed jednym z trzech Wężowych Jeźdżców – D'Sparilem. Bohater posługuje się różnoraką bronią: magicznymi wyrzutniami, różdżkami i kuszą. Heretic był pierwszą grą FPS, w której gracz mógł w dogodnej chwili używać zebranych przez siebie przedmiotów  (m.in. skrzydeł gniewu, mikstur leczniczych, magicznych ksiąg, zwiększających siłę rażenia broni bohatera czy bomb, zmieniających przeciwników w kurczaki).
Heretic bazuje na zmodyfikowanym silniku pierwszego Dooma.
W 1998 roku wydano kontynuację gry – Heretic II.

## Porty
W 1999 r. firma Raven Software udostępniła kod źródłowy gry. Dzięki temu grę portowano na inne systemy operacyjne i zmodyfikowano silnik tak, by obsługiwał przyspieszanie sprzętowe 3D.